# AmeriKKKa's Most Wanted
AmeriKKKa's Most Wanted -En español: El más buscado de Estados Unidos (con tres letras «K», en referencia al Ku Klux Klan)- es el álbum debut del rapero estadounidense Ice Cube, lanzado el 16 de mayo de 1990 por Priority. Es el primer álbum del artista desde la separación del grupo N.W.A. del que Ice era miembro fundador.
Éxito crítico y comercial, y referente del subgénero del gangsta rap, con alto contenido político y social, el álbum es considerado uno de los discos definitivos en el rap de la década de los 90.
En el 2020 el álbum fue incluido en la lista de los 500 mejores álbumes de todos los tiempos, de la revista estadounidense Rolling Stone, ocupando el puesto 187.